# Raphaël Morini
Raphaël Morini (24 april 1993) is een Belgisch basketballer.

## Carrière
Morini speelde in de jeugd van Royal Waterloo Basket en maakte voor die ploeg zijn debuut voor de eerste ploeg in de derde klasse. In 2013 verliet hij de club en ging spelen voor Bavi Vilvoorde. In 2014 ging hij spelen voor Spirou Charleroi waar hij voornamelijk voor de tweede ploeg speelde maar in het seizoen 2016/17 zijn debuut maakte in de eerste klasse. In 2018 ging hij spelen voor tweedeklasser Royal IV Brussels waar hij een seizoen speelde. In 2019 ging hij spelen voor Kangoeroes Mechelen waar hij voornamelijk voor de tweede ploeg speelde.
In 2020 verliet hij Mechelen en tekende bij tweedeklasser Royal IV Brussels waar hij speelde tot in 2024. In 2024 maakte hij de overstap naar derdeklasser Royal Waterloo Basket.